# جوليان أندرسون
جوليان أندرسون (بالإنجليزية: Julian Anderson)‏ هو معلم موسيقى وملحن بريطاني، ولد في 6 أبريل 1967 في لندن في المملكة المتحدة.

## وصلات خارجية
- جوليان أندرسون على موقع IMDb (الإنجليزية)
- جوليان أندرسون على موقع ميوزك برينز (الإنجليزية)
- جوليان أندرسون على موقع أول ميوزيك (الإنجليزية)
- جوليان أندرسون على موقع ديسكوغز (الإنجليزية)
- جوليان أندرسون على موقع قاعدة بيانات الفيلم (الإنجليزية)